# Чорний Потік (річка)
Чорний Потік (пол. Czarny Potok (dopływ Jasiołki)) — гірська річка в Польщі, у Ясельському повіті Підкарпатського воєводства. Ліва притока Ясьолки, (басейн Балтійського моря).

## Опис
Довжина річки 11,3 км. Формується притоками та безіменними струмками.

## Розташування
Бере початок на південно-західній стороні від села Ґліник-Польський. Спочатку тече переважно на північний схід, потім на північний захід через Умещ, Вроцанку, Тарновець і у селі Ґлінічек впадає в річку Ясьовку, праву притоку Вислоки.

## Цікавий факт
- У селі Ґлінічек річку перетинає залізниця[2].